# بخش مورگان (شهرستان مورگان، اوهایو)
بخش مورگان (به انگلیسی: Morgan Township) یک منطقهٔ مسکونی در ایالات متحده آمریکا است که در شهرستان مورگان، اوهایو واقع شده‌است.
 بخش مورگان ۳۲٫۱ کیلومتر مربع مساحت و ۲٬۶۱۷ نفر جمعیت دارد و ۲۴۷ متر بالاتر از سطح دریا واقع شده‌است.